# Jerome H. Remick and Company Building
El Jerome H. Remick and Company Building es un edificio de oficinas de principios del siglo XX ubicado en 1250 Library Street en el Downtown de Detroit, Míchigan. Más tarde se convirtió en un anexo de la J. L. Hudson Building y fue incluido en el Registro Nacional de Lugares Históricos en 1996.

## Historia
Jerome H. Remick & Company encargó el edificio de tres pisos en 1907. Remick fue un editor líder de música ragtime y albergó sus oficinas e instalaciones de impresión en la estructura hasta 1915. Alrededor de este tiempo, se agregaron los tres pisos superiores. Hudson ocupó el edificio en 1917, primero para albergar su departamento de juguetes y luego como su tienda de música. 
Cuando la mercancía musical se incorporó a la tienda principal de Hudson a una cuadra al oeste, el edificio no se usó durante varios años hasta que se convirtió en el hogar de Berry Rug Company durante siete años a partir de 1935. En 1942 The Good Housekeeping Shop usó el edificio hasta la década de 1970.
En 1992, Fieldstone Properties compró el edificio y construyó lofts residenciales de alta gama. Hasta la fecha, existen 6 lofts residenciales en los pisos superiores. Mindfield, una empresa de medios propiedad de los hermanos Carleton y socio comercial Sean Emery, también ocupa un espacio en el edificio.

## Descripción
El edificio Jerome H. Remick and Company es un edificio de seis pisos de construcción de postes y vigas de madera, con paredes de ladrillo rojo y detalles de piedra caliza. La fachada tiene tres tramos de ventanas triples en los seis pisos.

## Uso actual
La Cocina Cubana de Vicente ocupa la planta baja del edificio, y los pisos superiores han sido restaurados y se utilizan como lofts residenciales.